# طالب ریکانی
طالب ریکانی (زادهٔ ۲ تیر ۱۳۶۹) یک بازیکن فوتبال اهل ایران است که در پست هافبک هجومی برای باشگاه فوتبال صنعت‌نفت آبادان در لیگ آزادگان بازی می‌کند.